# ルシアナ・アイマール
ルシアナ・パウラ・アイマール（Luciana Paula Aymar スペイン語発音: [luˈsjana ajˈmaɾ]、1977年8月10日 -）は、アルゼンチンの元フィールドホッケー選手。
FIH Player of the Year Awardを8度受賞した唯一の選手であり、史上最高の女子ホッケー選手と見なされている。
ペースとドリブルのスキルを使い相手選手を負かし、このスキルはアルゼンチンのサッカー選手ディエゴ・マラドーナと比較される。このため、彼女は「ラ・マガ」（"La Maga"、魔法使い）や「フィールドホッケーのマラドーナ」というニックネームがつけられた。
2012年のオリンピックでアルゼンチンの旗手を務めた。同国でフィールドホッケー選手が旗手を務めたのはMarcelo Garraffo以来2度目である。

## 経歴
7歳の時に生地のロサリオのClub Atlético Fishertonでホッケーを始めた。6年後にJockey Club de Rosarioに移籍した。徐々にジュニアナショナルチームでトレーニングを初め、毎日ブエノスアイレスに行かなくてはならなかった。国際的にはドイツのRot Weiss KölnとスペインのReal Club de Barcelonaでプレーした。アルゼンチンではキルメス・アトレティコクラブとGEBAでプレーし、La Liga Nacional（ナショナルリーグ）とTorneo Metropolitanoで優勝した。1997年、アルゼンチンのジュニアチームの一員としてパンアメリカン競技大会ジュニアチャンピオンシップで銅メダルを獲得し、翌年にアルゼンチンのシニアチームにデビューし、1998年のホッケーワールドカップで4位に入賞した。最年少の16歳でチームに所属している。
1999年のパンアメリカン競技大会以降、4つのオリンピックメダルと6つのチャンピオンズトロフィーを含むいくつかの国際大会で勝利したアルゼンチンのフィールドホッケー界の世代の一員であった。2002年と2010年のホッケーワールドカップで優勝したチームの一員であり、後者はアイマールの生まれ故郷であるロサリオで開催された。
2008年、国際ホッケー連盟によりLegend of Hockeyに選出された。
リオデジャネイロで開催された2007年のパンアメリカン競技大会とロンドンで開催されたオリンピックでは開会式で自国の旗手を務めた。
2012年、Carlos Espínolaに次いで、4個のメダルを獲得した2人目のアルゼンチン選手となった。
2014年12月7日にアルゼンチンのメンドーサの都市で行われた彼女として最後の国際試合に出場し、6度目のチャンピオンズトロフィーを獲得した。
元テニス選手のフェルナンド・ゴンサレスと交際している。

## 賞

### 国際
アルゼンチンジュニア

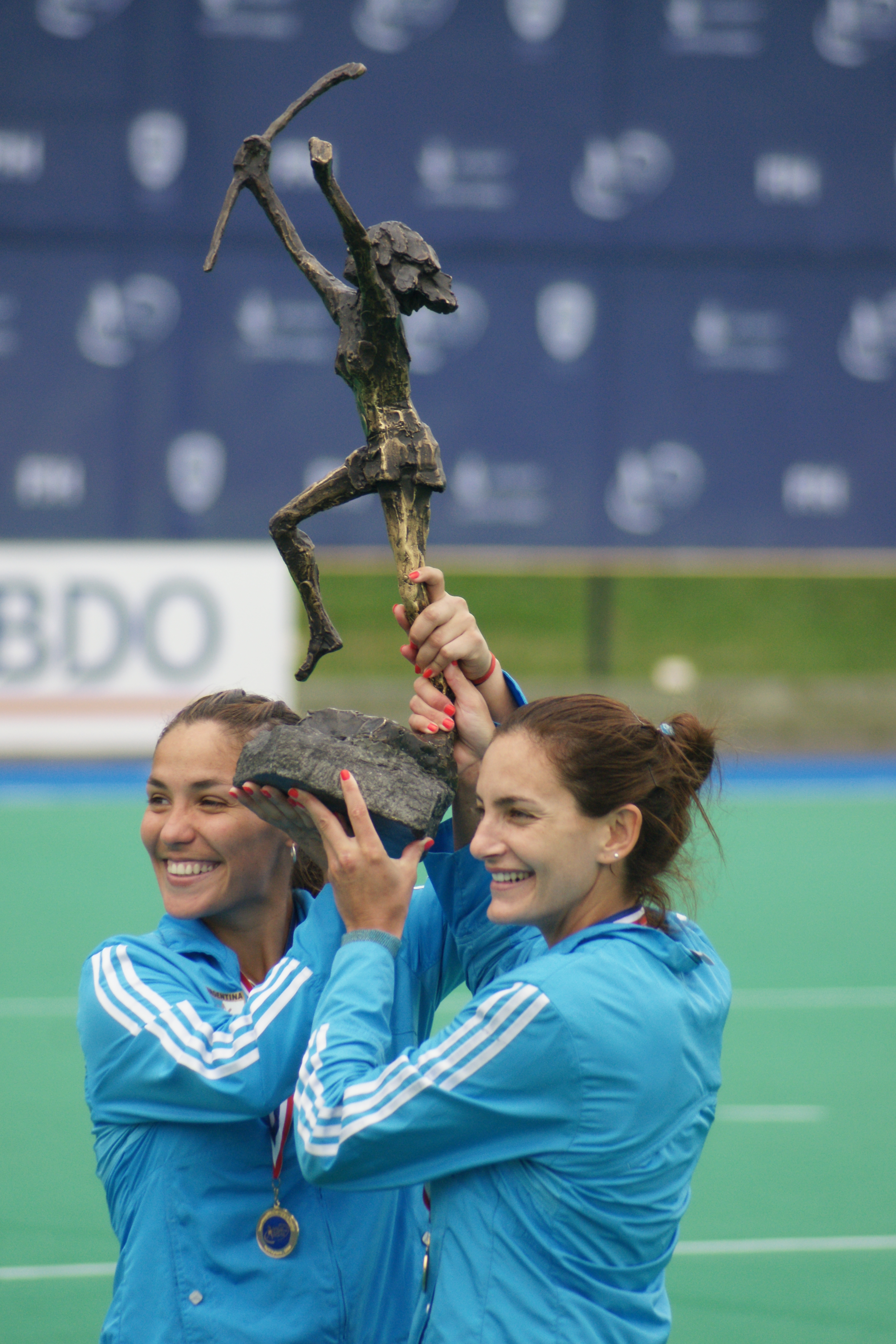
ロサリオで開催された2010年ホッケーワールドカップでオランダを破った後、トロフィーを掲げるルシアナ・アイマールとSoledad Garcia

- パンアメリカン競技大会: 金メダル（1997年）
- ジュニアワールドカップ: 銅メダル（1997年）

アルゼンチン
- パンアメリカン競技大会: 金メダル（1999年、2003年、2007年）、銀メダル（2011年）
- オリンピック: 銀メダル（2000年、2012年）、銅メダル（2004年、2008年）
- チャンピオンズトロフィー: 金メダル（2001年、2008年、2009年、2010年、2012年、2014年）、銀メダル（2002年、2007年、2011年）、銅メダル（2004年）
- ワールドカップ: 金メダル（2002年、2010年）、銅メダル（2006年、2014年）

### クラブ
Rot-Weiss Köln
- European Club Championship: 1998年

Real Club de Polo de Barcelona
- Copa de la Reina: 2004年

GEBA
- Liga Nacional: 2008, 2009年
- Torneo Metropolitano: 2008年、2009年

### 個人
- チャンピオンズトロフィーのPlayer of the Tournament: 2000, 2001, 2003, 2004, 2005, 2008, 2010, 2012, 2014
- FIH Player of the Year: 2001, 2004, 2005, 2007, 2008, 2009, 2010, 2013
- ワールドカップのPlayer of the Tournament: 2002, 2010